# Popillia bhutanica
Popillia bhutanica (лат.) — вид жуков семейства пластинчатоусые (Scarabaeidae).
Обладает сходством с видом Popillia pilicollis Kraatz, отличаясь от него строением гениталий, опушением и пунктировкой пронотума. Вид был впервые описан в 1993 году итальянским энтомологом Гвидо Сабатинелли (итал. Guido Sabatinelli, Рим).

## Ареал
Эндемик Бутана. Встречается на высотах 2600—2700 метров над уровнем моря.

## Биологическое описание
Длина тела 8,8—10,0 мм, ширина — 4 мм.
Голова, переднеспинка и щиток зелёные, надкрылья коричневые с зеленоватым боковым краем, ноги и нижняя часть тела тёмно-зелёные с медным оттенком. Голова и переднеспинка с коротким и плотным опушением; щиток с рассеянными короткими волосками. Наличник почти без пунктировки; фронтальный шов посередине нечёткий.
Передние голени коренастые, двузубчатые по внешнему краю.